# Frank Bunker Gilbreth
Frank Bunker Gilbreth (Fairfield, 7 de julho de 1868 - Montclair, 14 de junho de 1924), aprofundou o estudo dos movimentos junto com sua esposa e colaboradora Lillian Moller Gilbreth. Buscou compreender os hábitos de trabalho dos empregados das indústrias e encontrar meios de aumentar sua produção. Ele e Lillian eram ambos engenheiros industriais e foram parceiros na empresa de consultoria gerencial Gilbreth, Inc., que estudava estes assuntos. A história da sua vida foi contada no filme Papai Batuta (Cheaper by the Dozen), de 1950.

## Vida pessoal
Frank nasceu em Fairfield, no Maine, em 17 de julho de 1868. Era o terceiro e único filho de John Hiram Gilbreth e Martha Bunker Gilbreth. Sua mãe era professora e seu pai era dono de uma loja de materiais de construção. Aos três anos, Frank perdeu o pai para uma pneumonia.
Após a morte de seu pai, a família se mudou para Andover, em Massachusetts, onde a mãe procurou por melhores escolas para seus filhos. A herança deixada por John era suficiente para que todos pudessem viver com conforto. No outono de 1878, a fortuna foi roubada ou perdida e Martha precisou encontrar uma forma de subsistir. Ela se mudou com os filhos para Boston, onde havia boas escolas públicas. Ela acabou abrindo uma pensão ao perceber que somente o salário de professora não sustentaria sua família.
Frank não era um aluno exemplar. Estudou na Rice Grammar School, mas sua mãe se preocupava com suas notas, o que a fez dar aulas em casa durante o ano. Suas notas melhoraram na escola seguinte, apontando interesse em matemática e ciências. Apesar de querer entrar no Instituto de Tecnologia de Massachusetts, ele desistiu dos estudos para trabalhar e ajudar a mãe.

## Companhia de Construção
Renton Widden, antigo professor de Frank na Sunday School, o contratou para sua firma de construção. Ele começou como pedreiro, aprendendo várias etapas do processo de construção e engenharia, conseguindo crescer na firma. Em julho de 1885, aos 17 anos, ele começou a trabalhar como ajudante de pedreiro. Logo Frank notou as muitas variações nas maneiras de trabalhar dos pedreiros, o que influenciava na eficiência. Isso despertou seu interesse em achar uma melhor maneira de executar tarefas, qualquer uma. Aprendendo rápido, ele começou a estudar à noite para aprender desenho industrial. Cinco anos depois, ele era superintendente na empresa do ex-professor, o que o levou a ganhar mais e pedir que sua mãe fechasse a pensão.

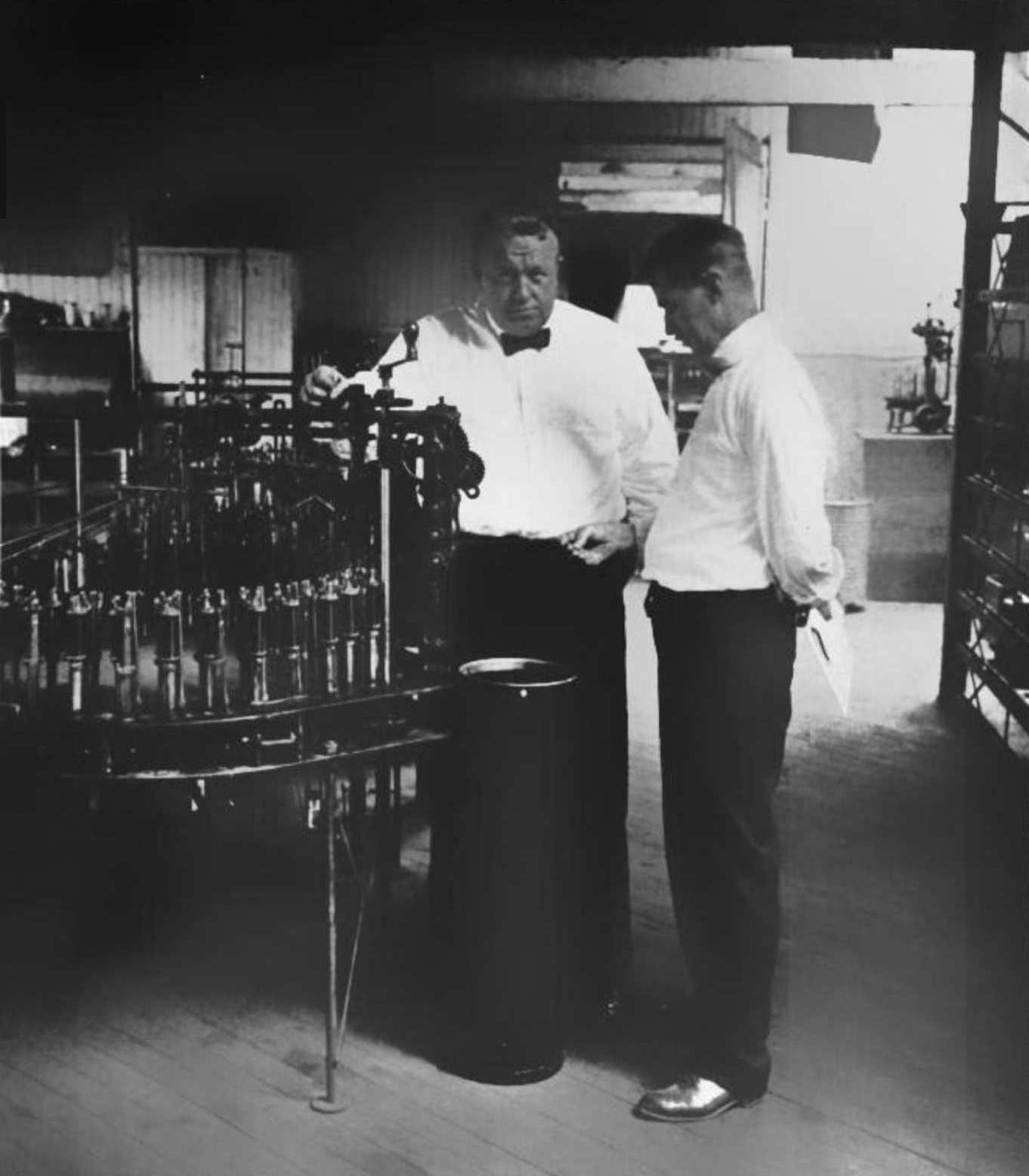
Frank Bunker Gilbreth

Com suas observações no dia a dia do trabalho com outros pedreiros, Frank desenvolveu o andaime multinível, que mantém os tijolos próximo ao pedreiro. Frank patenteou sua invenção como Andaime Vertical e criou inovações úteis na construção civil. Foi membro da Associação Americana de Engenheiros Mecânicos (ASME). Dez anos depois de trabalho na empresa de construção, aos 27 anos, foi promovido para superintendente chefe. Ao notar que seu chefe não tinha a intenção de torná-lo sócio na empresa, Frank se demitiu para criar seu próprio negócio.
Frank tornou-se empreiteiro e inventor, com várias patentes em seu nome, tornando-se engenheiro em seguida. Foi palestrante na Universidade Purdue, que ainda mantém vários de seus artigos. Casou-se com Lillian Moller Gilbreth em 19 de outubro de 1904, em Oakland, Califórnia e tiveram 13 filhos. Junto da esposa, estudaram os hábitos de trabalho de manufatura em vários segmentos industriais para encontrar maneiras de melhorar a produção e tornar o trabalho mais fácil. Ambos fundaram uma empresa, a Gilbreth, Inc.
Frank serviu ao Exército durante a Primeira Guerra Mundial. Sua função era a de encontrar uma maneira mais eficiente para montar e desmontar armas de pequeno porte. Ele chegou a um total de 17 movimentos combinados para a função. Ele foi pioneiro em observar que as melhorias nas condições de trabalho preveniam lesões por esforço repetitivo em funcionários e economizava dinheiro a longo prazo.

## Morte
Frank sofreu um ataque cardíado e 14 de junho de 1924, aos 55 anos. Ele estava na estação de trem de Lackawanna, em Montclair, Nova Jersey, conversando com a esposa pelo telefone. Lillian ainda viveria 48 anos sem ele.

## Legado
O trabalho do casal Gilbreth é comumente associado ao de Frederick Winslow Taylor, apesar de terem diferenças importantes entre eles. O Taylorismo acredita enfatiza as tarefas, objetivando o aumento da eficiência ao nível operacional. Já os Gilbreth acreditavam na eficiência através da redução de movimentos realizados pelo trabalhador. Frank se preocupava mais com o bem-estar dos trabalhadores do que Taylor. O Taylorismo era, geralmente, acusado pelos próprios trabalhadores de pensar apenas no lucro do empregador. Isso gerou atritos entre Gilbreth e Taylor, que se aprofundou com a morte de Frank.
Enquanto conduziam seus estudos de movimentos, o casal descobriu que a chave para aumentar a eficiência do trabalhador é reduzindo os movimentos desnecessários. Não apenas eram desnecessários como também causavam fadiga. Nos esforços para reduzir a fadiga é preciso reduzir movimentos, melhorar o design dos equipamentos, ajustar assentos e a altura de bancadas.